# Chevron B7
Der Chevron B7 war ein Formel 3-Rennwagen und der erste Monoposto-Rennwagen der 1967 von Chevron Cars gebaut wurde.

## Geschichte
1967 entwickelte Chevron nach einigen Sportwagen- und GT-Chassis seinen ersten Formel-3-Rennwagen auf eine Anfrage von Rodney Bloor. Der Wagen hatte einen konservativen, an Querlenkern aufgehängten Gitterrohrrahmen und einen 4-Zylinder-Climax-Motor als Antrieb. Konstrukteur Derek Bennett war entschlossen, das Einzelstück einfach, klein und leicht zu halten. Die vordere Aufhängung war doppelt gelagert, und die vorderen Stützen waren – ungewöhnlich für diese Zeit – aus Magnesium.
Der Wagen wurde aber erst im Spätsommer 1967 fertig, als die Europameisterschaft bereits im vollen Gange war. Ohne viel Testzeit hinter sich zu haben, wurde der Wagen von Werksfahrer Peter Gethin bei den 3 letzten Saisonläufen der britischen Formel 3 gefahren. Gethin gelang beim ersten Rennen in Brands Hatch am 8. Oktober 1967 eine gute Vorstellung, als er nur wenige Meter hinter dem siegreichen John Miles im Werks-Lotus 41C die Ziellinie kreuzte. Bei zwei Rennen griff sogar Firmengründer- und Eigentümer Derek Bennett ins Volant des kleinen Rennwagens.
Obwohl der Wagen sieglos blieb, war er ein wichtiger Meilenstein in der Firmengeschichte von Chevron. Er markiert den Einstieg in den internationalen Motorsport und war die Basis für den B9, den ersten erfolgreichen Rennwagen der britischen Rennmannschaft.
Der Wagen wurde anschließend in die USA verkauft, wo er nach unbestätigten Berichten als Formula-C-Wagen eingesetzt wurde. Er befindet sich noch heute dort in einer kalifornischen Sammlung.